# Ignatz Feigel
Georg Igna(t)z Aloysius Feigel (* 23. Januar 1855 in Krapendorf; † 26. Oktober 1922 in Cloppenburg) war katholischer Politiker im Großherzogtum Oldenburg.

## Familie und Leben
Ignatz Feigel war der Sohn des Kaufmanns Ferdinand Feigel und dessen Frau Maria geborene Caesar. Er besuchte das Gymnasium in Vechta. Nach dem Tod des Vaters verließ er 1873 die Schule und übernahm das väterliche Geschäft.
Ignatz Feigel heiratete am 9. Mai 1879 in erster Ehe Anna Christina Maria geborene Stindt (* 12. August 1850), der Tochter des Kaufmanns Thomas Stindt und dessen Frau Helene Beeuen in Marienhafe. Nach dem Tod seiner ersten Frau heiratete er in zweiter Ehe Elisabeth geborene gr. Arkenau. Vierzehn Kinder gingen aus diesen beiden Ehen hervor.

## Politik
Ignatz Feigel wurde 1881 in den Stadtrat gewählt und war 1885 bis 1918 Bürgermeister der Stadt Cloppenburg. Die „Bürgermeister-Feigel-Straße“ in Cloppenburg ist nach ihm benannt.
In seiner Amtszeit erfolgte die Gründung der Molkereigenossenschaft, die Erweiterung des bestehenden Eisenbahnnetzes, der Bau des Gaswerkes und die Einrichtung der Spar- und Darlehenskasse und des Realgymnasiums.
Er gehörte der Deutschen Zentrumspartei an. 1902 bis 1922 war er für seine Partei Abgeordneter im Oldenburgischen Landtag. Dort war er zeitweilig Vorsitzender des Finanzausschusses. In der ersten Wahlperiode des Landtags der Weimarer Republik 1919 war er Fraktionsvorsitzender seiner Partei. Zwischen 1920 und 1920 war er Vizepräsident des Landtages.